# 希莫勒斯撞擊坑
希莫勒斯撞击坑（英語：Himeros），亦昵称为马鞍（英語：Saddle），是爱神星表面已知最大的撞击坑，位于爱神星东半球21.20°N，77.7°E的位置。其名称予2003年被国际天文联合会批准。

## 地质与特征
希莫勒斯撞击坑的直径为11公里，深约1.5公里，是爱神星上最大的撞击坑。其南北部的边缘已退化或消失，使撞击坑显示出细长的形状，坑缘圆润光滑。其西南边缘被较小（月7公里）且较年轻的舒梅克撞击坑打断。
由于爱神星体积相对而言十分巨大，因此这次的撞击事件足以对爱神星产生广泛的影响。2015年，天文学家认为这次撞击造成的冲击波会使整颗小行星震动，使得表面物质在其全球范围内移动。
它位于爱神星的中央位置，意味着它的形成应该已经摧毁了大多数直径小于500米的陨石坑。